# Kirchenkreis Kinzigtal
Der Kirchenkreis Kinzigtal ist einer von 14 Kirchenkreisen innerhalb der Evangelischen Kirche von Kurhessen-Waldeck. Er liegt innerhalb des Sprengels Hanau-Hersfeld. In den 25 Kirchengemeinden leben rund 53.000 Mitglieder.
Sitz des Dekanats ist in Gelnhausen, das Kirchenkreisamt befindet sich in Schlüchtern.

## Geographische Lage
Der Kirchenkreis Kinzigtal umfasst mit den ehemaligen Landkreisen Gelnhausen und Schlüchtern etwa 2/3 des namensgebenden Kinzigtals sowie die zum Landkreis Fulda gehörende Gemeinde Kalbach. Er grenzt im Osten an den Kirchenkreis Fulda sowie im Westen an den Kirchenkreis Hanau und ist ansonsten von den Gebieten der Evangelischen Kirche in Hessen und Nassau im Norden sowie der Evangelisch-Lutherischen Kirche in Bayern im Süden umgeben. Seine Fläche ist in etwa deckungsgleich mit dem katholischen Dekanat Kinzigtal.

## Geschichte
Der Kirchenkreis Kinzigtal entstand in seiner heutigen Form 2020 aus der Fusion der Kirchenkreise Gelnhausen und Schlüchtern.
Die Evangelisch-Lutherische Kirchengemeinde Aufenau mit den Ortsteilen Neudorf (Johanneskirche), Kassel (Emmauskirche), Wirtheim & Neuwirtheim wurde zum 1. Januar 2024 aufgelöst. Seit dem 1. Januar gehören die Biegergemünder Ortsteile Wirtheim, Neu-Wirtheim und Kassel zur evangelischen Kirchengemeinde im Biebergrund. Aufenau und Neudorf wurden der Evangelischen Kirchengemeinde Wächtersbach angegliedert, wobei die Martin-Luther-Kirche zu Aufenau aufgegeben werden musste.

## Kirchengemeinden
Der Kirchenkreis Kinzigtal besteht aus folgenden Kirchengemeinden:
| Kirchengemeinde                     | Kirchen |
| ----------------------------------- | --- |
| Am Landrücken Kinzigtal             | Wallroth, Breitenbach, Kressenbach, Hintersteinau, Reinhards |
| Auf dem Berg                        | Breitenborn, Hain-Gründau (Laurentiuskapelle), Niedergründau (Bergkirche), Lieblos (Paul-Gerhardt-Kirche)                                                                           |
| Bad Soden-Salmünster                | Erlöserkirche Bad Soden, Versöhnungskirche Salmünster |
| Bad Orb                             | Martin-Luther-Kirche Bad Orb |
| Biebergemünd                        | Bieber (Laurentiuskirche, Untere Kirche), Kassel (Emmauskirche) |
| Birstein                            | Birstein |
| Brachttal                           | Hellstein (Erlöserkirche), Schlierbach (Friedenskirche), Udenhain (St.-Martins-Kirche)                                                                                              |
| Sinntal und Marjoß                  | Sterbfritz, Breunings (Friedenskirche), Marjoß (Maria-Magdalenen-Kirche), Jossa, Altengronau (Christi-Himmelfahrt-Kirche), Neuengronau (Auferstehungskirche), Oberzell, Züntersbach |
| Freigericht                         | Johanneskirche Freigericht |
| Gelnhausen                          | Gelnhausen (Marienkirche) |
| Haitz-Höchst                        | Haitz (Dankeskirche) |
| Hasselroth                          | Niedermittlau (Laurentiuskirche), Gondsroth, Neuenhaßlau |
| Hohenzell-Ahlersbach-Bellings       | Hohenzell, Ahlersbach, Bellings (Elisabethkirche) |
| Flörsbachtal-Lettgenbrunn           | Lettgenbrunn, Lohrhaupten (St. Matthäus), Flörsbach, Kempfenbrunn (St. Marien) |
| Kirchbracht                         | Kirchbracht (Nikolauskirche) |
| Lichenroth                          | Lichenroth |
| Linsengericht                       | Altenhaßlau (Martinskirche), Eidengesäß (Marienkapelle), Großenhausen |
| Meerholz-Hailer                     | Schlosskirche Meerholz |
| Mottgers-Weichersbach-Schwarzenfels | Mottgers, Weichersbach, Schwarzenfels |
| Ramholz                             | Ramholz |
| Schlüchtern                         | Schlüchtern (Stadtkirche St. Michael, Huttenkapelle und Andreaskapelle), Elm, Gundhelm, Niederzell (Petrus-Lotichius-Kirche), Hutten                                                |
| Steinau                             | (Katharinenkirche, Reinhardskirche), Bergkirche Seidenroth |
| Wächtersbach                        | Wächtersbach, Wittgenborn, Neudorf (Johanneskirche) |
| Unterreichenbach                    | Unterreichenbach (Vogelsberger Dom) |
| Spielberg-Waldensberg               | Spielberg, Waldensberg |